# Rodrigo Henrique
Rodrigo Henrique Santana da Silva, meglio noto come Rodrigo Henrique (2 luglio 1993), è un calciatore brasiliano, attaccante del Meizhou Kejia.

## Carriera

### Club

#### Gli inizi
Ha iniziato la sua carriera nell'Oeste, all'età di 18 anni. Ha esordito nel Campionato Paulista il 20 marzo 2013, in una partita contro il Bragantino.
Ha firmato con l'América-SP nel 2014, dopo di che è accasato all'Atl. Pernambucano nel 2015.

#### União Madeira
Dopo una stagione e mezza con l'Atlético, ha firmato un contratto con i portoghesi dell'União Madeira. Ha esordito con la sua nuova squadra il 31 luglio 2016, nella vittoria per 1-0 sul Freamunde nella Taça da Liga.

#### Černo More Varna
Il 7 gennaio 2019 viene ceduto ai bulgari del Černo More Varna.

## Statistiche

### Presenze e reti nei club
Statistiche aggiornate al 17 marzo 2022.
| Stagione                 | Squadra                  | Campionato               | Campionato | Campionato | Coppe nazionali | Coppe nazionali | Coppe nazionali | Coppe continentali | Coppe continentali | Coppe continentali | Altre coppe | Altre coppe | Altre coppe | Totale | Totale |
| Stagione                 | Squadra                  | Comp                     | Pres       | Reti       | Comp            | Pres            | Reti            | Comp               | Pres               | Reti               | Comp        | Pres        | Reti        | Pres   | Reti   |
| ------------------------ | ------------------------ | ------------------------ | ---------- | ---------- | --------------- | --------------- | --------------- | ------------------ | ------------------ | ------------------ | ----------- | ----------- | ----------- | ------ | ------ |
| 2012                     | Oeste                    | C                        | 0          | 0          |                 | -               | -               |                    | -                  | -                  |             | -           | -           | 0      | 0      |
| 2013                     | Oeste                    | A1/SP+B                  | 1+1        | 0          |                 | -               | -               |                    | -                  | -                  |             | -           | -           | 2      | 0      |
| Totale Oeste             | Totale Oeste             | Totale Oeste             | 2          | 0          |                 | -               | -               |                    | -                  | -                  |             | -           | -           | 2      | 0      |
| 2014                     | América-SP               | A3/SP                    | 11         | 0          |                 | -               | -               |                    | -                  | -                  |             | -           | -           | 11     | 0      |
| 2015                     | Atl. Pernambucano        | A1/PE                    | 9          | 2          |                 | -               | -               |                    | -                  | -                  |             | -           | -           | 9      | 2      |
| 2016                     | Atl. Pernambucano        | A1/PE                    | 4          | 0          |                 | -               | -               |                    | -                  | -                  |             | -           | -           | 4      | 0      |
| Totale Atl. Pernambucano | Totale Atl. Pernambucano | Totale Atl. Pernambucano | 13         | 2          |                 | -               | -               |                    | -                  | -                  |             | -           | -           | 13     | 2      |
| 2016-2017                | União Madeira            | SL                       | 26         | 3          | CP+CdL          | 1+2             | 0               |                    | -                  | -                  |             | -           | -           | 29     | 3      |
| 2017-2018                | União Madeira            | SL                       | 29         | 1          | CP+CdL          | 3+5             | 0               |                    | -                  | -                  |             | -           | -           | 37     | 1      |
| 2018-gen. 2019           | União Madeira            | CdP                      | 12         | 3          | CP              | 3               | 0               |                    | -                  | -                  |             | -           | -           | 15     | 3      |
| Totale União Madeira     | Totale União Madeira     | Totale União Madeira     | 67         | 7          |                 | 14              | 0               |                    | -                  | -                  |             | -           | -           | 81     | 7      |
| gen.-giu. 2019           | Černo More Varna         | 1L                       | 2+8        | 0          | CB              | 0               | 0               |                    | -                  | -                  |             | -           | -           | 10     | 0      |
| 2019-2020                | Černo More Varna         | 1L                       | 24+2       | 5+0        | CB              | 2               | 1               |                    | -                  | -                  |             | -           | -           | 28     | 6      |
| 2020-2021                | Černo More Varna         | 1L                       | 18+4       | 3          | CB              | 2               | 0               |                    | -                  | -                  |             | -           | -           | 24     | 3      |
| 2021-2022                | Černo More Varna         | 1L                       | 14         | 4          | CB              | 2               | 0               |                    | -                  | -                  |             | -           | -           | 16     | 4      |
| Totale Černo More Varna  | Totale Černo More Varna  | Totale Černo More Varna  | 72         | 12         |                 | 6               | 1               |                    | -                  | -                  |             | -           | -           | 78     | 13     |
| 2022                     | Meizhou Kejia            | CSL                      | 0          | 0          | CC              | 0               | 0               |                    | -                  | -                  |             | -           | -           | 0      | 0      |
| Totale carriera          | Totale carriera          | Totale carriera          | 165        | 21         |                 | 20              | 1               |                    | -                  | -                  |             | -           | -           | 185    | 22     |